# Rhodosciadium macrophyllum
Rhodosciadium macrophyllum är en flockblommig växtart som beskrevs av Mildred Esther Mathias och Lincoln Constance. Rhodosciadium macrophyllum ingår i släktet Rhodosciadium och familjen flockblommiga växter. Inga underarter finns listade i Catalogue of Life.